# 幕末機關說
《幕末機關說》（日語：幕末機関説 いろはにほへと）是從2006年10月6日到2007年4月6日在網路動畫播放網站－GyaO中播放的日本連續原創動畫（Web動畫）作品。全26話。

## 故事簡介
在世代交換之時，據說會有一個造成世間動亂的「霸者之首」。這個東西從秦代以來流傳下來，並且讓想要爭奪霸權的人們不停爭鬥著。
時間來到了動亂的幕末。位於正在吹起異國風潮的橫濱之地，出現一個劍士。他的名字叫作秋月耀次郎。手上握有靈劍「月淚刀」，也是以封印霸者之首為使命而被叫作「永遠的刺客」的人。過去他曾擔任坂本龍馬的保鑣，但對於未能拯救他而感到深深懊悔的秋月，為了治癒心傷而一個人尋找在幕末蘇醒的「霸者之首」。
他在一場爭鬥中因為救了一對孩子，而和以「報仇」為目的而到處旅行的劇團一座相遇。一座的仇敵－中居屋重兵衛正握有「霸者之首」。於是為了找到首級的耀次郎和劇團們因此捲入了陰謀的漩渦之中。

## 登場人物

### 高麗之里
位於武州（現在的埼玉縣）山中為耀次郎的故鄉。也是受秦始皇之命來封印，廢棄「霸者之首」的徐福所帶來渡來日本的童男童女末裔的居住地，代代繼承和守護「月淚刀」。因此里內也多有關於「霸者之首」的秘密和秘術。
另外高麗之里並非是一個虛擬的地名，而是以高麗郡之名存在於現在的埼玉縣日高市周遭。在日高市也有一座在高麗神社而且還幫助本作來取材。
秋月 耀次郎（聲優：浪川大輔）
擁有靈劍「月淚刀」並且以封印「霸者之首」為使命的「永遠的刺客」。17歲。
非常沉默的青年，形象端正而且表情不多。個性相當固執，所以獨自背負著苦惱和使命而追蹤著首級。雖然看似冷漠，但對於一起旅行的赫乃丈（也有遲鈍時）多少會表達出自己的感情。對於孤兒們會有給予飯團等溫柔的一面。
小時候曾拜訪高麗之里（似乎不是他們的後裔），並且在帶刀新左衛門那邊學習海天藍真流劍術。有一段時間也和沖田總司一起在同一道場學劍。在追蹤首級而來到京都時和坂本龍馬相遇，因為他的請求以及感受到他身旁有首級的氣息而自願擔任他的保鏢，但因為無法阻止龍馬被暗殺，所以讓他的心底受到很大的打擊。
之後被當作暗殺坂本龍馬的嫌犯而遭拘留後獲釋，並且逐漸隱藏自己的行蹤而追擊首級到了橫濱。在橫濱遇到有著同樣利害關係的赫乃丈劇團而擔任他們的保鑣，然後開始追蹤從中居屋身上奪走首級的一座編劇－茨木蒼鐵，所以一度和劇團分開。但因為蒼鐵的劇本而來到江戶，因此與劇團再度相遇。在江戶，他也聽到楢崎龍留給赫乃丈的口信，而真正聽到龍馬的留言。
在霸者之首附身到榎本武揚身上後，為了追擊他而向北方前進，所以一段時間和赫乃丈一起旅行。但是在松島灣時，雖然接近被霸者之首附身的榎本，結果卻被受到霸者之首影響的赫乃丈從背後偷襲掉入海中，而與她分開。
在前往位於蝦夷地的蝦夷共和國後，被對於霸者之首充滿疑問的土方歲三所隱匿著。然後在土方死後，闖入五稜郭，而終於盡力封印了霸者之首。結尾中，繼承了坂本龍馬的遺志，決定出國旅行見識海外廣大的世界。
另外，不曉得他是否知道赫乃丈對他的愛，所以雖然在平常對她沒有太多表示。但有好幾次都順利救助赫乃丈，讓他和赫乃丈結下一段淺淺的愛情。
高麗的聖天大人（聲優：八木光生）
住在高麗之里的老人，也是請求耀次郎負責用「月淚刀」來封印「霸者之首」使命的人。他也是過去受命封印「霸者之首」的徐福的後裔，相當了解首級和它所造成的危害。
經常有樂觀的言語出現，和新左衛門常一起在里內擔心耀次郎的安危。
帶刀新佐衛門（聲優：松本大）
海天藍真流劍術師父，也是耀次郎的老師。
擔任聖天大人的隨從，常常跟著他，同時也負責全部家事。性格非常率直，對於每次耀次郎和首級的動向都相當擔心，也在高麗之里和茨木蒼鐵對峙而被他所逃，於是離開里而去追蹤他。
一方面也會有把作壞的醬菜就這樣拿出來，但被美食家的聖天大人愉快的吃完而不加以責怪。

### 赫乃丈一座
遊山 赫乃丈（聲優：佐藤利奈）
一座的團長，以小旦身分而活躍的人氣演員。16歲。為了隱藏自己是女生的事情所以平常都是男性裝扮的模樣（但在遠離舞台時，她的聲音、表情、動作等全部都表現出「女性」的樣子，所以即使是有人知道她是赫乃丈，她也不會直接說明，因此似乎大家也都知道「遊山赫乃丈」的真正性別）。另外「遊山赫乃丈」是藝名。但在作中卻沒有說出其真名。
原來是長崎有錢商人的獨生女，但在安政大獄時，由於中居屋重兵衛的陰謀導致雙親被殺而且財產也被沒收。在好不容易逃出後，開始以復仇為目的而組成劇團，到處旅行以追殺中居屋。但是她被殺的雙親卻不是真正的親人，因此她也曾在高麗之里居住過。
是名實力派演員，在舞台上以豐富的演技來擄獲觀眾的心。在女性間人氣也很高，也因為小旦的形象受到憐愛，所以在男性間有很高人氣。由於表現豪爽和充滿膽量，所以有著讓大家喜愛的魅力。在離開舞台後，也會表現出其女性纖細的一面。
在橫濱的表演中，因為秋月救了紅丸和小葉而認識了他，在好幾次危機中都被秋月所救，以後則喜歡上了秋月。不過對於自己的感情卻不是相當確定，另外也因為秋月對於劇團編劇－茨木蒼鐵的想法日漸加深，所以對於如何和秋月相處則顯得相當猶豫。
在橫濱的薩摩宅中，殺掉中居屋後而決定解散一座，但因為蒼鐵的新劇本而知道中居屋還活著，並且重組劇團而向江戶前進。另外在橫濱也遇到認識秋月的楢崎龍，並且被她看穿赫乃丈對秋月的感情，然後阿龍也拜託赫乃丈向秋月傳達坂本龍馬的留言。在中居屋和惠比須死後，回復女性的面貌，同時確認了自己對秋月的感情而追隨他。
因為和神無的母親有相似的面貌，所以神無對她有著特殊的感情。但對赫乃丈來說，神無是和中居屋勾結的傢伙以及秋月的敵手，所以在神無救了她時，都沒什麼回應。
另外和耀次郎一樣都能使用月淚刀，因此第15話以後成為她的配刀。但在後半段，因為月淚刀的力量被封印，於是被受到霸者之首附身的榎本所控制而讓她與秋月戰鬥。此外喜歡紫色，所以衣服都有紫色的配色。
茨木 蒼鐵（聲優：井上和彥）
劇團一座的編劇。一名留著長髮的美男子，和人氣花魁－琴波太夫也有些微的友誼。
在一座剛出道時，就自己親自申請留在劇團裡面，以後則編寫復仇劇並且一步一步帶著劇團成員們來到中居屋那邊。有著沉著冷靜的個性而且頭腦清晰，劍術也很強。雖然受到一座的大家很大的信賴，不過他也有到高麗之里請求製作徐福之器，和要人們接觸等異常的舉動。
在薩摩宅中，一座和中居屋對峙時，他趁亂將「霸者之首」收服於手中並從一座面前消失，後來寄新劇本給一座告訴他們中居屋仍活著，讓他們一起前往江戶。巧妙地讓耀次郎、神無等人無法掌握他的行蹤。另外還奪去中居屋的霸者之首之力，而讓他被殺死並且讓「霸者之首」成功附身在榎本武揚身上。最終集中（箱館戰爭的最後），將首級從榎本奪走並且讓它附身到自己身上，最後和耀次郎對決，戰敗而死。
到底他的本意是什麼，在本作中完全沒有說明，只說過「自己要成為歷史的編劇」、「成為立足於世界頂端的國家」等話並且希望將這願望永遠流傳五百。放置有《幕末機關說 幕末活動繪卷物》，還說過「自己是繼承南北朝時代，南朝血脈的人物」，或許他自己也是受到命運所擺佈的人物之一。
座頭（聲優：長嶝高士）
負責劇團的營運，也會上台表演的掌櫃。藝名是市村雁雀。
原來是赫乃丈家的掌櫃，一直守護著赫乃丈，而且就像是她的親人般陪在身旁。雖然想要報仇，但會以赫乃丈的安全為第一。　
不知火小僧（聲優：諏訪部順一）
一座的人氣演員，也是裝扮華麗的美男子。在舞台上也常和赫乃丈一起主演。是名喜歡女人的人，因為這個原因而常演英俊小生的角色。藝名是遊山清十郎。
過去是個讓結婚婦人外遇的男人，結果被女人的丈夫知道而殺了妻子，並且讓他扛上殺人罪，後來被蒼鐵所救並且從此和劇團一起演出。雖然和中居屋沒有仇，但基於義氣而幫助他們報仇。
喜歡琴波太夫，在她離開妓院後，頻繁地到她的咖啡店找她。
惠比須頭巾（聲優：矢部雅史）
全身包著繃帶而有著令人害怕的容貌的少年。藝名是市村鳶助。
原來是赫乃丈家的僕人，並且受到她雙親的器重。但在中居屋派出的殺手攻擊赫乃仗家時，為了保護赫乃丈而全身被燒傷，所以包帶下依然有燒傷的痕跡。他也因此是一座中對於中居屋特別痛恨的人，因此多表現出其憤怒的動作和言行。在江戶的「霸者之首」爭奪戰時，一個人追殺到了中居屋，並且和他一起受到英國軍的砲擊而死。
最後由秋月將他身上滿是血跡的頭帶交給赫乃丈。在小時候很喜歡赫乃丈，並且基於對她的感情而隨侍在她身旁。
本作在演出自己的過去時，一度把自己的真面目在舞台上露出來（臉一半沒事、一半則用長髮蓋著）。在官網的聲優評價中，有一部分的粉絲給他「惠比」的愛稱。
案山子的惠信（聲優：乃村健次）
個性溫柔且力氣很大的男人。藝名是市村海斗。
是琉球空手道高手，也因為他的怪力所以也擔任雜工。由於紅丸和小葉的雙親被武士所殺，而兇手正是藩的監察的放蕩兒子，所以案山子也以他為目標而要報仇。後來透過蒼鐵的劇本而讓他的罪行被世人所知，讓他和父親一起切腹謝罪，因此以後他就和一座一起行動。很喜歡孩子，所以主要由他來負責照顧紅丸和小葉。
紅丸（聲優：小櫻悅子）
赫乃丈一座所撿到的孤兒，也是裡面最年輕的人。因為年紀還小，因此負責插一座的旗子和發傳單等工作。由於被耀次郎所救，而尊稱他為「武士大人」。
小葉（聲優：松岡由貴）
赫乃丈一座所撿到的孤兒也是裡面的孩子角色。主要和紅丸一起行動並且負責插旗和宣傳。由於和紅丸一起被秋月所救而帶他到劇團，她也喜歡沉默的秋月。
也在琴波的咖啡店中打工。

### 大英帝國
神無 左京之介（聲優：鳥海浩輔）
父親是英國海軍中將，母親則是日本妓院的太夫的而生出來的混血兒。單眼且使用武器為左輪手槍，18歲。是大英帝國和維多利亞女王所屬的間諜（不過沒有軍階，只是一位平民），和耀次郎及中居屋分別追蹤「霸者之首」。雖然是個美男子，但和耀次郎一樣沉默寡言且沒什麼表情。由於其出身，所以也會講日語。
有一個放有母親照片的懷錶而且時常觀看，身不離手。她的母親在吉原是位以美貌聞名的妓女，所以小時候他曾在日本居在，但被同年齡的孩子所排斥。之後和母親一起搬到英國，但接著情況產生變化，所愛的母親竟然被人載走。在他追著母親的馬車跑時，被馬車所壓起來的石頭打到右眼而造成右眼失明。不過他的母親似乎沒有要拋棄神無的意圖，還因為看到他而落下眼淚，所以這也讓神無至今對於把母親強行帶走的男人一直印象深刻而成為他心中的創傷。雖然被母親拋棄，但依然從母親的姓，另外為什麼能這樣做則不明（至於父親的近況，在作中也未說明）。
受到巴夏禮的命令，暫時擔任勝海舟的保鑣。也在這段時間，在勝海舟與西鄉隆盛會談上遇到赫乃丈和秋月。這時在赫乃丈身上看到有母親的影子，因此以後對她有著特別的感情。同時在薩摩宅和秋月死鬥，讓他將秋月斷定為他的宿敵。
另外在江戶，赫乃丈被蒼鐵所派的幻影士兵包圍時，即使說要保護她，但赫乃丈卻沒有任何回應地走到秋月那邊。之後在「霸者之首」爭奪戰中，在船上一同被砲彈襲擊並且看到保護赫乃丈的秋月將赫乃丈抱入懷中時，讓他把秋月和帶走母親的男人的身影重疊起來，更加深了他對秋月的怨恨。
接著跑去質問在「霸者之首」爭奪戰中命令士兵砲擊他的巴夏禮，但反而被他以「無法把握相信的東西」而命中其心中的弱點，以後他和神無隊一起受到巴夏禮的命令前往北方。但因為消滅霸者之首的行動失敗而失去立場，而且部下也都遭到榎本等人的殺害。然後因為又在赫乃丈身上看到母親的影子，於是和她加入蝦夷共和國。最後他殺掉土方並且與秋月對決，受到致命傷而死。
所使用的槍為兩把左輪手槍。還能夠以換彈莢的方式來補充子彈，將Percussion式手槍要一點時間裝彈的缺點給化解掉。另外在口袋中也裝有掌心雷。
為了補正右邊的視角，所以有著射擊時，頭會向右歪的習慣。
馬（聲優：上別府仁資）
受巴禮夏命令去破壞霸者之首的部隊一員。使用長西洋劍。
為了暗殺榎本而潛入五稜郭內，但被土方殺死。死亡時的模樣被蒼鐵稱讚「幹得好」。
部隊是因為他而設立（官網則是以神無隊為隊名）。隊員全都是能力傑出，卻很孤僻的人物，除了神無外，全都沒有本名。
象（聲優：松本大）
擅於爆破的大漢。持有多數的炸彈，並且以此為主要武器，在接近戰時則使用匕首。
五稜郭內和蒼鐵對戰，但被蒼鐵所敗。
車（聲優：矢部雅史）
紅髮少年。使用劍，由於會用斬擊、突刺、投擲等招式，所以皮帶上裝有多數同型的短劍。
和后為雙胞胎，他是哥哥且個性自大。
在突擊到松島灣停泊中的開陽丸時碰到榎本，但被遭霸者之首附身的榎本所壓制無法動彈並且遭船上士兵從背後刺殺而死。
（聲優：川上倫子）
紅髮且戴著眼鏡的少女。使用十字弓，和車一樣有點自大。
和車是雙胞胎，她則是妹妹。
在五稜郭內和榎本對戰，但因為霸者之首的影響，使得一切攻擊都對榎本沒用，結果讓她陷入恐慌狀態。因此想要逃走，但被同樣受霸者之首的精神所壓迫的神無射殺。
這時神無看到她的屍體，而在她身上投射出母親和赫乃丈的身影。

### 刺客
針尾 玄藩（聲優：杉野博臣）
10年前殺害赫乃丈雙親的男人。在「闇之拍賣會」時守護河井繼之助，因此也被赫乃丈發現，之後成功報仇。使用古流劍術「地割劍」。
雜賀 孫藏（聲優：麻生智久）
戰國時代火繩槍集團「雜賀眾」的後裔，也同樣擅長用槍。被中居屋派去暗殺赫乃丈，但卻陷入苦戰。最後打算假裝成演員來完成暗殺工作，結果被秋月所殺。
鴉丸 九郎太（聲優：尾形雅宏）
中居屋所雇用的暗殺者。由於被「霸者之首」詛咒成「守靈鬼」而攻擊赫乃丈一座，之後被秋月打倒而告訴他真相，說完後被左京之介殺死。使用「鴉丸流古具足」護手。
劉 火袁（聲優：志賀克也）
中居屋所雇用的暗殺者。由於被「霸者之首」詛咒成「守靈鬼」而攻擊赫乃丈一座，之後被秋月打倒。使用「火袁流青龍刀」。
蜂須賀 彥齋（聲優：石川洋昭）
中居屋所雇用的暗殺者。由於被「霸者之首」詛咒成「守靈鬼」而攻擊赫乃丈一座，之後被秋月打倒。使用「蜂須賀二刀流」。

### 史實人物
可能會和真實人物有些差別。
中居屋 重兵衛（聲優：小村哲生）
在橫濱地下社會執牛耳的武器商人。假裝被殺並且藏身幕後而擴大自己勢力，是赫乃丈一座的真正仇人。因為是「霸者之首」的所有者，所以能夠死後又再復活。但後來因為首級附身在榎本身上而失去它的能力，於是最終和惠比須一起被英軍砲擊而沉入海中。
西鄉 隆盛（聲優：杉野博臣）
擔任新政府軍參謀的薩摩藩藩士。在薩摩宅和勝海舟會面談話途中，因為「霸者之首」而一時精神錯亂。
桐野 利秋
在薩摩宅中擔任西鄉的保鑣。
勝 海舟（聲優：樫井笙人）
德川幕府的軍事指揮，是坂本龍馬的老師。龍馬死後，對於當過他保鑣的秋月相當在意。由於被劇團一座的戲劇所吸引，因此帶琴波、新門、巴夏禮一起去看戲。
在和西鄉會面談話時，同樣受到首級影響而一時精神錯亂。
坂本 龍馬（聲優：山寺宏一）
在感覺到「霸者之首」的樣子後，而對秋次郎相當中意並且請他擔任自己的保鑣。擁有強大的精神力，能夠讓「霸者之首」無法附身。即使在死後，其氣質依然大大影響著秋月。
山岡 鐵舟（聲優：大川透）
帶著勝海舟的密書要前去駿府的新政府軍途中，受到蒼鐵襲擊而被奪去密書。然後緊接著又發生地震而得救（但因為地震造成東海道路面斷裂，使得官軍不得不停下來）。
和益滿一起擔任勝的保鑣。
益滿 休之助（聲優：天田真人）
和山岡一起前往駿府。在上野戰爭戰死。
有栖川宮熾仁親王
新政府軍的總督。
大村 益次郎（聲優：河口博）
在上野戰爭中指揮新政府軍的軍師。有吹火管達摩的綽號。
河井 繼之助（聲優：大西健晴）
長岡藩的家老。為了守護藩，於是在「闇之拍賣會」買下格林機槍。在拍賣會上則是由針尾玄藩擔任保鑣。在北越戰爭中因為腳傷而死亡。
阿龍
坂本龍馬之妻。為了把龍馬生前的話傳給耀次郎而去拜訪赫乃丈一座，最後拜託赫乃丈替她傳話。
沖田 總司（聲優：竹若拓磨）
新選組一號隊隊長。有著在佐藤道場和小時候的耀次郎交手的過去。最後被耀次郎抱著，向他說出對土方的遺言後而斷氣。
另外史實上沖田在不知道近藤勇已死的情況下而死，本作中則是被耀次郎告知後而死。
土方 歲三（聲優：檜山修之）
新選組副長。過去在京都和耀次郎有來往，在會津戰爭的最後（時間在白虎隊自殺前後）和他再會。
在箱館戰爭中大力活躍著，但由於發起反抗霸者之首的行動而遭神無射殺。另外史實上，他則是死於戰場上的流彈。
市村 鐵之助（聲優：進藤尚美）
土方歲三的小姓。被土方命令照顧在病院中的赫乃丈。
最後和史實一樣從箱館逃出，而前往土方的故鄉日野。
相馬 主計
與島田在會津遇到土方，並且此後和他一起行動。
島田 魁
與相馬在會津遇到土方，並且此後和他一起行動。
新門 辰五郎（聲優：坂東尚樹）
淺草的俠客和當地領袖，也是消防隊「組」的頭領。由於女兒是德川慶喜的妾，所以和幕府高官的勝海舟有深交。遊山赫乃丈一座在品川的舞台也是他所蓋的。
榎本 武揚（聲優：中多和宏）
原本為幕府海軍副總裁，之後成為蝦夷共和國總裁。在品川沖被「霸者之首」附身，一路以箱館為目標。
在被「霸者之首」附身後，神無隊和土方等普通的人的攻擊都無法傷害到他。後來首級附身在蒼鐵身上，而昏了過去。
高松 凌雲（聲優：遠藤守哉）
醫生。和史實一樣與榎本一起，在箱館蓋醫院。
荒井 郁之助
蝦夷共和國海軍奉行。和新政府的黑田了介私底下連繫，並且被他請求要帶著東艦前來投靠。
但其實這是黑田的策略，也因為這個策略引發了宮古灣海戰。
巴夏禮（聲優：西村知道）
英國駐日公使兼總領事。為了想拿到「霸者之首」而暗中活躍著，也是他讓神無去接觸勝和中居屋。
和英國人說話時，不知為何是使用日語，其日語的音調也相當的微妙。
湯馬士・布雷克・葛拉彿（聲優：大川透）
英國商人，暗中和中居屋合作。
朱爾・布魯涅特（聲優：廣瀨正志）
法國陸軍砲兵中尉。也是法國軍事顧問團一員。在幕府崩壞之時，和部下一起逃走。之後搭乘「開陽丸」和榎本武揚的舊幕府軍會合，也以軍事顧問身份從軍。
作品中在五稜郭陷落後，從箱館逃走，則和史實一樣。
黑田 了介（聲優：稻葉實）
新政府軍蝦夷討伐隊總督。被長州藩主導的政權，請求對蝦夷共和國進行討伐，並且派艦隊到蝦夷共和國艦隊所在的宮古灣開戰（史實稱為宮古灣海戰）。
東鄉 平八郎
薩摩藩士，在宮古灣海戰中擔任伏擊的指揮官。

### 其他人
琴波（聲優：園崎未惠）
橫濱遊郭的妓院「石鶴樓」第一的花魁。受到勝和巴夏禮等要人的光顧，經常提供自己的房間作為密議的場所。在「石鶴樓」燒掉後，在橫濱開了一家咖啡廳。
和茨木蒼鐵有一些交情，每次有事情都會安排一下來配合他。只是劇團編劇的蒼鐵，為何能讓她能有如此貼心的照顧，則是一個大大的謎。
旁白（聲優：津嘉山正種）

## 用語
霸者之首
在歷史轉換時必會出現，並且造成人間騷動和混亂的存在。另外也能讓擁有者能取得「天下」的力量。如名稱所示是一個「首級」，是被秦朝秦始皇所斬首的男人，用他的怨念化為力量寄宿於首級之上。由初代「永遠的刺客」封印後，被徐福帶來日本。
月淚刀
徐福為了封印「霸者之首」而加入咒語打造的靈刀，一共兩把。受到秦始皇的命令，此刀要傳給由徐福和他帶來的三千童男童女以及他們子孫中，能力最優秀者（不過由於秋月不是出身於高麗之里，所以中居屋的這個說明可能也不正確）。此刀能夠用來找尋「霸者之首」，而且在「首級」面前，會從刀尖上流下像是淚滴的水珠。
不過並不是由「永遠的刺客」對「霸者之首」加以砍擊就能封印它，除此之外似乎還需要一些條件，但秋月並未說明。
另外這兩把刀分為封印首級的「陰之大太刀」和防止封印解除的「陽之小太刀」，但如果陽之小太刀與霸者之首接觸則會讓使用人成為首級的護衛。作中則是由耀次郎和赫乃丈分別持有。
永遠的刺客
使用靈刀・月淚刀來封印「霸者之首」的力量為宿命的人。以「永遠的刺客」和「霸者之首」間的對立為中心，常會造成歷史的變革（也正是本作標題「歷史機關說」的概念）。
德川家康也是永遠的刺客，所以在本作中日光東照宮就是拿來作為放置大坂之役中被封印的首級的場所。
獬豕紋徐福之器
受到秦始皇命令封印「霸者之首」的方士・徐福為了能順利將「首級」帶到蓬萊國（日本）加以丟棄，而用來搬運的容器。製造方法在現在的「高麗之里」依然留存著。受到茨木蒼鐵的請求，而在高麗之里再度製造（另外，窯工人們對於蒼鐵的請求卻沒感到驚呀，似乎不是所有高麗之里的居民們對於「霸者之首」都有全部的認識）。
幻影士兵
從壺中出現的煙霧狀士兵。在海和水井中出現。雖然不能用現實的方法打倒，但能用火打敗他們。
手毬歌
赫乃丈常唱的手毬歌。（從第21話開始） 內容是被捨棄的孩子的心情。耀次郎也知道這首歌，所以這首歌和月淚刀就成為兩個人的共通點。另外這兩人會知道這首歌的原因，是因為他們在小時候都住在高麗之里。

## 製作人員
- 企畫：內田健二、川城和實
- 原作：矢立肇、高橋良輔
- 系列構成、劇本：宮下隼一
- 角色設定：
- 美術監督：河野次郎、鈴木惠美
- 色彩設計：
- 武術指導、時代考証：牧秀彥
- 設計：岩永悅宜、柳瀨敬之
- 書法文字設定：成田真澄（筆字屋）
- CGI工作：木部
- 攝影監督：野村達哉
- CG制定、3DCG：佐佐木研太郎
- 編輯：野尻由紀子（Winds）
- 音樂：深澤秀行
- 音響監督：藤野貞義
- 音響效果：蔭山滿（Fizz Sound Creation）
- 錄音調整：西澤則夫
- 錄音助手：杣澤佳枝
- 錄音工作室：整音Studio
- 錄音製作編輯：丸山智津子
- 錄音製作：Cruise
- 音樂製作人：野崎圭一、真野昇
- 音樂製作：Victor Entertainment、SUNRISE音樂出版
- 製作人：松村圭一、森本浩二
- 總導演：高橋良輔
- 首席導演：大橋譽志光
- 製作：SUNRISE、Bandai Visual
- 著作：©2006 SUNRISE INC.

## 主題曲
- 片頭曲：「荒野流轉」（荒野流転）（除了最終集）

歌、演奏：FictionJunction YUUKA
作詞、作曲、編曲：梶浦由記
- 片尾曲：「愛之劍」（愛の剣）

歌、演奏：TAKAKO & THE CRAZY BOYS
作詞、作曲：白井貴子／編曲：TAKAKO & THE CRAZY BOYS
- 插入歌：「淚」（涙）

歌：石川智晶
作詞、作曲：石川智晶／編曲：西田

## 播放標題
| 初次播放日期   | 集數 | 日文標題 | 中文標題翻譯   | 劇本     | 分鏡               | 演出       | 作畫監督 |
| -------------- | ---- | -------- | -------------- | -------- | ------------------ | ---------- | -------- |
| 2006年10月6日  | 1    |          | 凶星奔來       | 宮下隼一 | 大橋譽志光         | 和         | 恩田尚之 |
| 2006年10月13日 | 2    |          | 地割劍驚       | 宮下隼一 | 大橋譽志光、寺岡嚴 | 吉村章     | 奧田淳   |
| 2006年10月20日 | 3    |          | 石鶴樓都都逸   | 宮下隼一 | 重田敦司           | 三好正人   | 重田敦司 |
| 2006年10月27日 | 4    |          | 裏疑獄異聞     | 宮下隼一 | 鈴木龍也           | 北村真咲   | 鈴木龍也 |
| 2006年11月3日  | 5    |          | 守靈鬼放出     | 宮下隼一 | 寺岡嚴             | 吉村章     | 高山朋浩 |
| 2006年11月10日 | 6    |          | 樂日燃燃       | 宮下隼一 | 寺岡嚴             | 寺岡嚴     | 深澤謙二 |
| 2006年11月17日 | 7    |          | 蒼鐵行動       | 宮下隼一 | 宮地昌幸           | 政木伸一   | 和田伸一 |
| 2006年11月24日 | 8    |          | 一心復仇       | 宮下隼一 | 宮地昌幸           | 遠藤廣隆   | 重田敦司 |
| 2006年12月1日  | 9    |          | 黑貓哭泣       | 宮下隼一 | 松尾衡             | 林直孝     | 竹森由加 |
| 2006年12月8日  | 10   |          | 上野陷落       | 宮下隼一 | 松尾衡             | 北村真咲   | 恩田尚之 |
| 2006年12月15日 | 11   |          | 一座再開       | 宮下隼一 | 宮地昌幸           | 政木伸一   | 佐久間健 |
| 2006年12月22日 | 12   |          | 龍馬的留言     | 宮下隼一 | 寺岡嚴             | 吉村章     | 安彥英二 |
| 2006年12月29日 | 13   |          | 霸者之首入魂   | 宮下隼一 | 寺岡嚴             | 岩田幸大   | 奧田淳   |
| 2007年1月12日  | 14   |          | 奔向北方       | 宮下隼一 | 和                 | 和         | 鈴木龍也 |
| 2007年1月19日  | 15   |          | 秘刀共鳴       | 吉田伸   | 桑原智             | 遠藤廣隆   | 高山朋浩 |
| 2007年1月26日  | 16   |          | 四人同行       | 鈴木     | 寺岡嚴             | 政木伸一   | 和田伸一 |
| 2007年2月2日   | 17   |          | 會議無用       | 鈴木     | 寺岡嚴             | 林直孝     | 池洋浩   |
| 2007年2月9日   | 18   |          | 宿命之哀       | 鈴木     | 桑原智             | 北村真咲   | 竹森由加 |
| 2007年2月16日  | 19   |          | 赫逆的五芒星   | 宮下隼一 | 寺岡嚴             | 吉村章     | 恩田尚之 |
| 2007年2月23日  | 20   |          | 波浪           | 宮下隼一 | 桑原智             | 岩田幸大   | 奧田淳   |
| 2007年3月2日   | 21   |          | 渡過海峽       | 吉田伸   | 遠藤廣隆           | 遠藤廣隆   | 安彥英二 |
| 2007年3月9日   | 22   |          | 在北方的邂逅   | 宮下隼一 | 重田敦司           | 政木伸一   | 重田敦司 |
| 2007年3月16日  | 23   |          | 箱館染紅       | 鈴木     | 寺岡嚴             | 三好正人   | 鈴木龍也 |
| 2007年3月23日  | 24   |          | 色香四溢       | 宮下隼一 | 桑原智             | 北村真咲   | 竹森由加 |
| 2007年3月30日  | 25   |          | 五稜郭浮起     | 宮下隼一 | 寺岡嚴             | 遠藤廣隆   | 奧田淳   |
| 2007年4月6日   | 26   |          | 前往海的另一邊 | 宮下隼一 | 大橋譽志光         | 大橋譽志光 | 恩田尚之 |

## 外部連結
- （日語） 官方網站 （页面存档备份，存于）
- （日語） 官方部落格 （页面存档备份，存于）
- （日語） GyaO
- （日語） BANDAI網站 （页面存档备份，存于）